# 马蹄芹属
马蹄芹属（学名：Dickinsia）是伞形科下的一个属，为草本植物。该属仅有马蹄芹（Dickinsia hydrocotyloides）一种，分布于中国西南部。